# Chích chạch lưng bông
Chích chạch lưng bông (danh pháp hai phần: Macronus ptilosus) là một loài chim thuộc họ Họa mi. Chích chạch lưng bông được tìm thấy ở Brunei, Indonesia, Malaysia, Singapore, và Thái Lan. Môi trường sinh sống của nó là rừng ẩm vùng đất thấp nhiệt đới hoặc cận nhiệt đới và đầm lầy nhiệt đới hoặc cận nhiệt đới. Nó bị đe dọa mất môi trường sống.